# Absatz (Text)
In der Textgestaltung beschreibt ein Absatz, lateinisch passus, einen aus einem oder mehreren Sätzen bestehenden Abschnitt eines fortlaufenden Textes. In einem Absatz hat der geschriebene Text meist einen eigenen Sinnzusammenhang (daher auch Sinnabschnitt genannt) oder auch ein eigenes kleines Thema. Ist dieser Gedanke ausgeführt, folgt ein neuer Absatz. Er wird in der Typographie als Zeilenumbruch, d. h. Neubeginn in einer neuen Zeile, dargestellt.

## Optische Hervorhebung

### Einzug
Im traditionellen deutschen (allgemein europäischen) Schriftsatz erhält jeder Absatz einen Einzug. Ein Einzug ist der Leerraum zu Beginn der ersten Zeile eines Absatzes. Durch ihn kann das Auge den Absatz leichter erkennen, ohne dass der Lesefluss unterbrochen wird, wie es bei Leerzeilen der Fall ist.
Die Größe des Einzugs richtet sich nach Schriftgröße und Satzbreite; im Werksatz galten früher zwei Gevierte als größter zulässiger Einzug. Das Maß wandelte sich im Zeitgeschmack von zwei Gevierten zum Halbgeviert; zurzeit üblich ist ein Geviert.
In der amerikanischen Typografie wird dies meist genauso – mit drei bis fünf Leerzeichen – praktiziert.
In der modernen Buchproduktion erhalten üblicherweise nur auf Absätze folgende Absätze einen Einzug. Der erste Absatz nach einer Überschrift, nach einer Leerzeile oder sonstigen Einschüben – wie längeren Zitaten, Abbildungen, Tabellen, Aufzählungen und dergleichen – beginnt stumpf (d. h. ohne Einzug). Historisch betrachtet wurde dies in Deutschland früher nur selten, im angloamerikanischen Raum aber häufig angewendet.
In amerikanischen Geschäftspapieren ist Einzug nicht üblich, die Absätze werden nur durch Leerzeilen hervorgehoben. Dies geht auf die Nutzung mechanischer Schreibmaschinen zur Erstellung solcher Dokumente zurück.

### Letzte Zeile
Die letzte Zeile eines Absatzes, der Ausgang, sollte den Einzug „decken“, also immer weiter „laufen“ als der folgende Einzug. Außerdem sollte der Ausgang eines Absatzes, auf den ein weiterer Absatz folgt, deutlich kürzer als die Satzspiegelbreite ausfallen.
Nimmt die letzte Zeile fast die ganze verfügbare Breite ein, wird der Zeilenumbruch verändert (beispielsweise durch Änderung der Worttrennung am Zeilenende) und dadurch „gestreckt“. Der unterzubringende Text bringt dann auch die letzte Zeile zum „Überlaufen“ und es entsteht eine sehr kurze letzte Zeile. Diese verkürzten letzten Zeilen in Verbindung mit dem Einzug am Anfang heben die Absatztrennung deutlich aus dem Textbild hervor, sodass keine Leerzeilen erforderlich sind.
Bei einem sogenannten „hängenden Einzug“ wird die erste Zeile eines Absatzes auf volle Breite gesetzt, während alle weiteren Zeilen eingerückt werden.

### Leerzeile
Im amerikanischen Englisch erfolgt meist (auch zusätzlich zum Einzug) eine weitere Trennung der Absätze durch eine Leerzeile. Amerikanische Unterrichtsliteratur hingegen bevorzugt durchgängig den „europäischen“ Stil, also Einzug und keine Leerzeile.
Durch Implementierung in die Format-Schemata der ersten Webbrowser und Microsoft Word hatte sich die Leerzeile zwischenzeitlich als eine Art Welt-Standard in der Textverarbeitung herausgebildet, während mit verbesserter Kontrolle beispielsweise durch CSS und zunehmendem Bewusstsein für die Textgestaltung eine traditionelle Hervorhebung nur durch Einzug zurzeit wieder stärker verwendet wird.
Der sogenannte Durchschuss soll in der guten Textgestaltung immer ganze Zeilen, also wirkliche Leerzeilen betragen. Zwar ist es technisch möglich, diesen Leerraum als halbe Zeilen oder beliebige andere Maße zu definieren. Die Textzeilen bilden jedoch optisch einen regelmäßigen Rhythmus, der durch halbe Zeilen gestört würde.
Ein Zeilenende ohne folgende Leerzeile und ohne folgenden Einzug stellt keinen Absatz dar.

## Textverarbeitung
In Textverarbeitungsprogrammen und einigen Texteditoren wird die Eingabetaste verwendet, um einen Absatzwechsel zu veranlassen. Bei einigen anderen Programmen, wie zum Beispiel MediaWiki, womit unter anderem Wikipedia betrieben wird, wird ein Absatzwechsel durch eine Leerzeile erzeugt.
Textverarbeitungsprogramme haben oft die Möglichkeit, Steuerzeichen anzuzeigen. Dann wird üblicherweise die Absatzmarke verwendet, um unabhängig vom Layout das Ende eines Absatzes optisch zu markieren. Die Weite des Durchschusses lässt sich dort je nach Absatzart i. d. R. definieren.